# Cova d'Alepótripa
La cova d'Alepótripa  és un jaciment arqueològic de la península de Mani, al Peloponés. A més d'estar habitada pels primers agricultors, aquest jaciment s'utilitzava amb finalitats funeràries i de culte. Les proves arqueològiques han revelat que es tracta d'un dels majors llocs d'enterrament del Neolític trobats a Europa. S'hi trobaren dos esquelets humans adults d'un enterrament que data del 4000 ae, així com restes d'almenys 170 persones diferents. Els arqueòlegs no estan segurs de la importància d'una ossera micènica, datada del 2000 ae, que sembla haver estat enterrada de nou a Alepótripa. Tot i no haver-hi proves directes, és possible que l'ossera vincule Alepótripa amb Tènar, que es considerava l'entrada a l'Hades en la mitologia grecoromana.

## Descripció
La cova d'Alepótripa (grec: Αλεπότρυπα, que significa literalment 'El forat de la guineu', paraula molt comuna per a descriure una cova on viu una guineu) és una de les coves de Diros situada a la regió de Mani, a la península del Peloponés. La península de Mani es compon de roques carbonatades mesozoiques com la calcària, que s'erosionen i formen coves càrstiques com ara Alepótripa. L'estudi de les estalagmites de les coves ha proporcionat informació sobre activitats humanes a la cova i variacions climàtiques. Estudiant les variacions dels bioelements, Meighan Boyd trobà proves de certes activitats humanes a la cova, com ara la crema d'excrements d'animals. També datà diversos períodes de sequera.
A més de ser un dels primers jaciments habitats coneguts de la zona meridional de Lacònia, al Peloponés, la cova d'Alepótripa és un dels majors jaciments funeraris neolítics d'Europa. Els enterraments daten d'entre el 6000 i el 3200 ae, i els arqueòlegs hi han trobat ossos d'almenys 170 persones diferents. S'hi trobaren dos esquelets humans adults que daten del 4000 ae, juntament amb una ossera micènica que, segons els arqueòlegs, data del 2000 ae.
L'assentament fou abandonat cap al 3200 ae, després que un terratrèmol bloquejàs l'entrada de la cova. Les troballes estaven ben conservades per l'entrada segellada i la falta d'activitat humana. El jaciment va estar amenaçat per obres privades entre 1958 i 1970, però el Ministeri de Cultura grec cancel·là l'"explotació turística" del jaciment. Les excavacions dirigides per Giorgos Papathanassopoulos començaren al 1970, però es van retardar fins al 1978 per les complicacions polítiques de Grècia. El jaciment s'excavà entre 1978 i 2005, i després el projecte va quedar en gran part aparcat per manca de finançament. El 2010 es creà el Projecte Regional Diros per a dur a terme un estudi regional mentre l'equip d'excavació d'Alepótripa començava a preparar les troballes per a la seua publicació. En la cova s'ha trobat material del Neolític tardà, però a partir del 2013 l'equip de prospecció només ha trobat material que data del Neolític final en les zones pròximes a l'aire lliure.

## Arqueologia
En el neolític, la cova servia de lloc d'enterrament, mentre que els llauradors habitaven un llogaret a fora. Basant-se en proves del jaciment, els arqueòlegs creuen que els primers agricultors d'aquesta zona s'alimentaven sobretot d'ordi i blat, i suggereixen que les lesions no letals al cap trobades als cranis poden indicar enfrontaments violents. En el jaciment estan representats l'enterrament primari, la cremació i l'enterrament secundari, i també s'usava com a refugi i magatzem. S'hi han trobat proves de pràctiques de cultes, com el cap d'un ídol de marbre d'estalagmita.
Altres troballes de l'excavació inclouen pedra del Neolític tardà, atuells de ceràmica i argila, joies i armes. S'ha trobat ceràmica pintada i incisa, denes de petxina, destrals de pedra i una punta de fletxa de sílex, juntament amb fulles d'obsidiana de Melos. Les joies d'argent trobades al jaciment suggereixen que la zona era rica, ja que l'argent era molt rar en l'edat del bronze i el neolític europeu. Al jaciment d'Alepótripa també es trobà una estranya destral de coure primerenca, que els estudiosos creuen que pot datar-se del Neolític final. Paul Cartledge considera que "aparentment no va haver-hi una fase calcolítica de transició al Peloponès" i afegeix que les eines de coure trobades a la cova d'Alepótripa "proporcionen una transició convenient" a l'era hel·làdica primerenca.

## Comparacions amb l'Hades
La tradició mitològica diu que hi havia una entrada al domini de l'inframon del déu grec de la mort Hades a l'indret proper de Tènar, i els arqueòlegs que treballen en l'excavació creuen que és possible que la memòria cultural del lloc d'enterrament d'Alepótripa s'haja associat amb Tènar en el període clàssic. Els arqueòlegs han especulat amb la possibilitat que una ossera micènica posterior, datada del 1300 ae, s'hi haja dut per a ser enterrada de nou durant l'edat del bronze tardana. Una possible explicació oferta per l'excavador principal, Giorgos Papathanassopoulos, és que les persones que habitaven aquest indret tenien la memòria cultural d'un regne subterrani on s'enterraven els morts. Anastasia Papathanasiou, codirectora de l'excavació de Diros, hi va afegir que "no hi ha proves directes, però no podem descartar aquesta possibilitat".